# آنتونیا لارتا
آنتونیا لارتا (اسپانیایی: Antonio Larreta‎؛ ‏ ۱۴ دسامبر ۱۹۲۲ – ۱۹ اوت ۲۰۱۵) نویسنده، منتقد و بازیگر اهل اروگوئه بود  که در سینمای اروگوئه و اسپانیا فعالیت داشت.
وی در سال ۱۹۹۲ برندهٔ جایزه گویا برای بهترین فیلم‌نامه اقتباسی شد.